# Anne Berner
Anne Berner (ur. 16 stycznia 1964 w Helsinkach) – fińska menedżer i polityk, posłanka do Eduskunty, w latach 2015–2019 minister komunikacji i transportu.

## Życiorys
Urodziła się w szwajcarskiej rodzinie, wychowała się wraz z trzema braćmi w Helsinkach. W 1986 ukończyła studia magisterskie (z tytułem zawodowym Master of Science) w Szwedzkiej Wyższej Szkole Handlowej (szw. Svenska handelshögskolan) – szwedzkojęzycznej uczelni ekonomicznej w rodzinnym mieście. Od tego czasu zawodowo związana z rodzinnym przedsiębiorstwem Vallila Interior, od 1989 na stanowisku prezesa. Udzielała się również jako inwestor w fińskiej wersji programu Dragons’ Den.
Zaangażowała się w działalność polityczną w ramach Partii Centrum. W wyborach w 2015 uzyskała mandat deputowanej do krajowego parlamentu z okręgu Uusimaa (obejmującego region Uusimaa bez samych Helsinek). 29 maja 2015 weszła w skład nowego gabinetu Juhy Sipili jako minister komunikacji i transportu. Została także ministrem odpowiedzialnym za szwedzkojęzyczne autonomiczne Wyspy Alandzkie. Funkcję rządową pełniła do czerwca 2019.